# ウィリアム・ヴァン・ケッペル (第2代アルベマール伯爵)

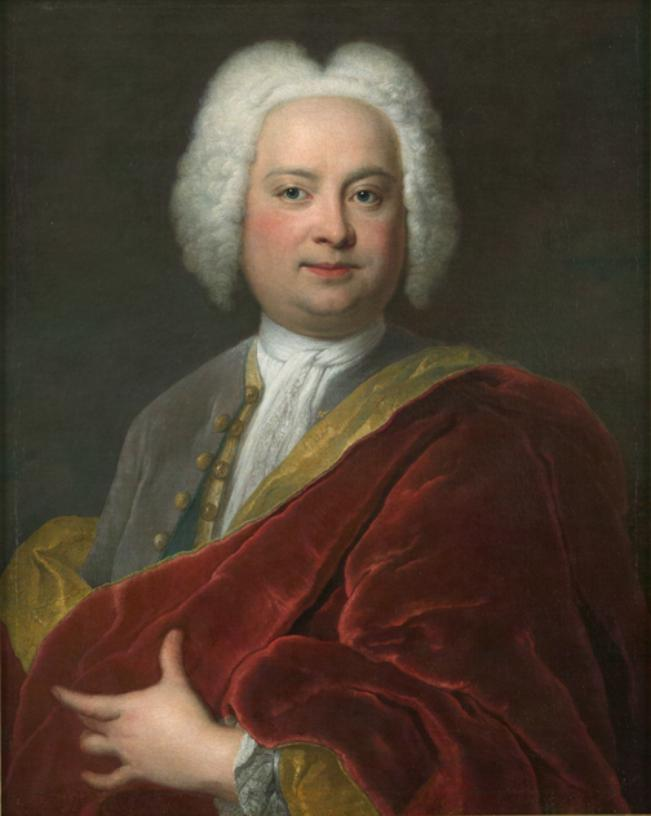
第2代アルベマール伯爵ウィリアム・ヴァン・ケッペル、1745年頃。

第2代アルベマール伯爵ウィリアム・アン・ヴァン・ケッペル（英語: William Anne van Keppel, 2nd Earl of Albemarle KG KB PC、1702年6月5日 - 1754年12月22日）は、グレートブリテン王国の外交官、廷臣。フランス駐在イギリス大使を務めた（在任：1748年 - 1754年）ことで知られる。

## 生涯
初代アルベマール伯爵アーノルド・ジョースト・ヴァン・ケッペルの長男として、1702年6月5日にホワイトホールで生まれ、アン女王を名付け親に洗礼を受けた。ネーデルラント連邦共和国（オランダ）で教育を受けた後、帰国して1718年に父の称号と遺産を継承した。1722年、ヘルダーラント州の領地でミュンスター司教クレメンス・アウグスト・フォン・バイエルンを接待した。1725年にバス勲章を授与され、1727年に国王のエー＝ド＝カンに任命され、1731年11月22日にアルベマール伯爵の歩兵連隊長に任命され、1733年5月7日に第3乗馬衛兵隊長に任命されるまで務めた。
1737年にバージニア王立植民地総督に任命され、1739年7月に准将に、1742年2月に少将に昇進した。1742年にステア伯爵とともにフランドルに向かってオーストリア継承戦争に参戦、翌年のデッティンゲンの戦いにも参加した後、1744年10月にコールドストリーム近衛歩兵連隊長に転じた。1745年のフォントノワの戦いで負傷した後、1746年のカロデンの戦いではカンバーランド公爵の戦列の最前列を率いた。その後は再びフランドルを転戦、1747年のラウフフェルトの戦いに参加した。1748年のアーヘンの和約の後、パリ駐在大使に任命され、1749年にガーター勲章を授与された。翌年に枢密顧問官とグローム・オブ・ザ・ストールに任命され、1752年に国王ジョージ2世がハノーファーを訪れてイギリスを留守にしたときはlord justiceの1人を務めた。1754年、パリに派遣され、米州でフランスに留置されたイギリス国民の解放を求めたが、同年12月22日にパリで急死した。遺体はイギリスに移送され、ロンドンのチャペルに埋葬された。

## 家族
1723年、アン・レノックス（初代リッチモンド公爵チャールズ・レノックスの娘）と結婚、8男7女をもうけた。
- ジョージ（1724年 - 1772年） - 第3代アルベマール伯爵
- オーガスタス（1725年 - 1786年） - 初代ケッペル子爵
- ウィリアム（英語版）（1727年 - 1782年） - 陸軍軍人
- フレデリック（英語版）（1728年 - 1777年） - エクセター主教
- キャロライン（1734年 - ?）
- エリザベス（1739年 - 1768年） - 後のイギリス王太子妃ダイアナと王妃カミラの母方の先祖にあたる

## 評価
ホレス・ウォルポールはアルベマール伯爵を「浪費家伯爵」（the spendthrift earl）と呼び、パリのイギリス大使館が維持されたのはアルベマール伯爵のおかげであるとした。1723年に結婚した時点で9万ポンドの財産があり、妻にも25,000ポンドの財産があるにもかかわらず、14,000ポンドを残してほかは全て散財し、債務返済にも子供たちにもほとんど残さなかった。そのためか、ジョージ2世はアルベマール伯爵の未亡人アンに1,200ポンドの年金を与えた。